# Burke County, North Carolina
Burke County är ett administrativt område i delstaten North Carolina, USA, med 90 912 invånare. Den administrativa huvudorten (county seat) är Morganton. 

## Geografi
Enligt United States Census Bureau så har countyt en total area på 1 334 km². 1 313 km² av den arean är land och 21 km² är vatten. 

### Angränsande countyn
- Avery County, North Carolina - nordväst
- Caldwell County, North Carolina - nord
- Catawba County, North Carolina - öst
- Cleveland County, North Carolina - syd-sydöst
- McDowell County, North Carolina - väst
- Rutherford County, North Carolina - syd-sydväst